# 千金街道 (本溪市)
千金街道，是中华人民共和国辽宁省本溪市平山区下辖的一个乡镇级行政单位。

## 行政区划
千金街道下辖以下地区：
永顺社区、千金社区、长山社区、泉涌社区、西泊社区、兴安社区、福金社区、化肥社区、千金村和兴安村。